# Jan Möller
Pour les articles homonymes, voir Möller.
Jan Möller, né le 17 septembre 1953 à Malmö (Suède), est un footballeur suédois, évoluant au poste de gardien de but. Au cours de sa carrière, il évolue au Malmö FF, à Bristol City, au Toronto Blizzard, à l'Helsingborgs IF et au Trelleborgs FF ainsi qu'en équipe de Suède.
Möller est sélectionné à dix-sept reprises en équipe de Suède entre 1979 et 1988. Il participe à la coupe du monde en 1978 avec la Suède.

## Biographie

### En club
Avec le club du Malmö FF, il remporte cinq championnats de Suède et sept coupes de Suède.
Jan Möller dispute un total de 17 matchs en Coupe d'Europe des clubs champions. Il atteint la finale de cette compétition en 1979, en étant battu par le club anglais de Nottingham Forest.

### En équipe nationale
Jan Möller reçoit 17 sélections en équipe de Suède entre 1979 et 1988.
Il joue son premier match en équipe nationale le 19 avril 1979 contre l'Union soviétique, et son dernier le 31 mars 1988 contre l'Allemagne.
Il participe avec la sélection suédoise à la Coupe du monde 1978 organisée en Argentine. Lors du mondial, il ne joue aucun match. Il dispute toutefois un match contre l'équipe d'Israël comptant pour les tours préliminaires de l'édition 1982.

## Carrière de joueur
- 1971-1980 :  Malmö FF
- 1980-1982 :  Bristol City
- 1982-1983 :  Toronto Blizzard
- 1984-1988 :  Malmö FF
- 1989-1991 :  Helsingborgs IF
- 1992-1993 :  Trelleborgs FF

## Palmarès

### En équipe nationale
- 17 sélections et 0 but avec l'équipe de Suède entre 1979 et 1988
- Participation à la coupe du monde en 1978

### Avec le Malmö FF
- Vainqueur du championnat de Suède en 1974, 1975, 1977, 1986 et 1988
- Vainqueur de la coupe de Suède en 1973, 1974, 1975, 1978, 1980, 1984 et 1986
- Finaliste de la Coupe d'Europe des clubs champions en 1979